# Tubo de Rubens

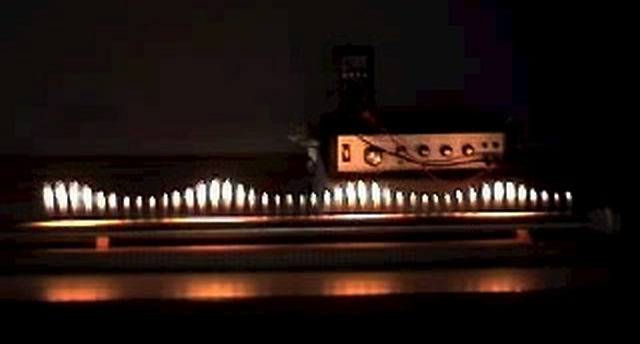
A Rubens' tube setup

Tubo de Rubens es un experimento físico inventado por el científico alemán Heinrich Rubens en 1905 para demostrar gráficamente la relación entre la frecuencia de una onda sonora y la presión de un gas.

## Descripción
El dispositivo consiste en un cilindro de metal con perforaciones equidistantes en la parte superior y los extremos sellados. Un extremo es alimentado por un gas inflamable y en el otro extremo se instala una bocina o un generador de frecuencia. Se alimenta el gas y se enciende el que escapa por las perforaciones superiores. Si se emite una onda estacionaria variará la presión interna del gas dependiendo de su ubicación a lo largo del cilindro debido a la compresión y descompresión del gas interno de acuerdo al principio de Bernoulli.
- Datos: Q1147712
- Multimedia: Rubens' Tube / Q1147712